# Chenet
Pour les articles homonymes, voir Chenet (homonymie).

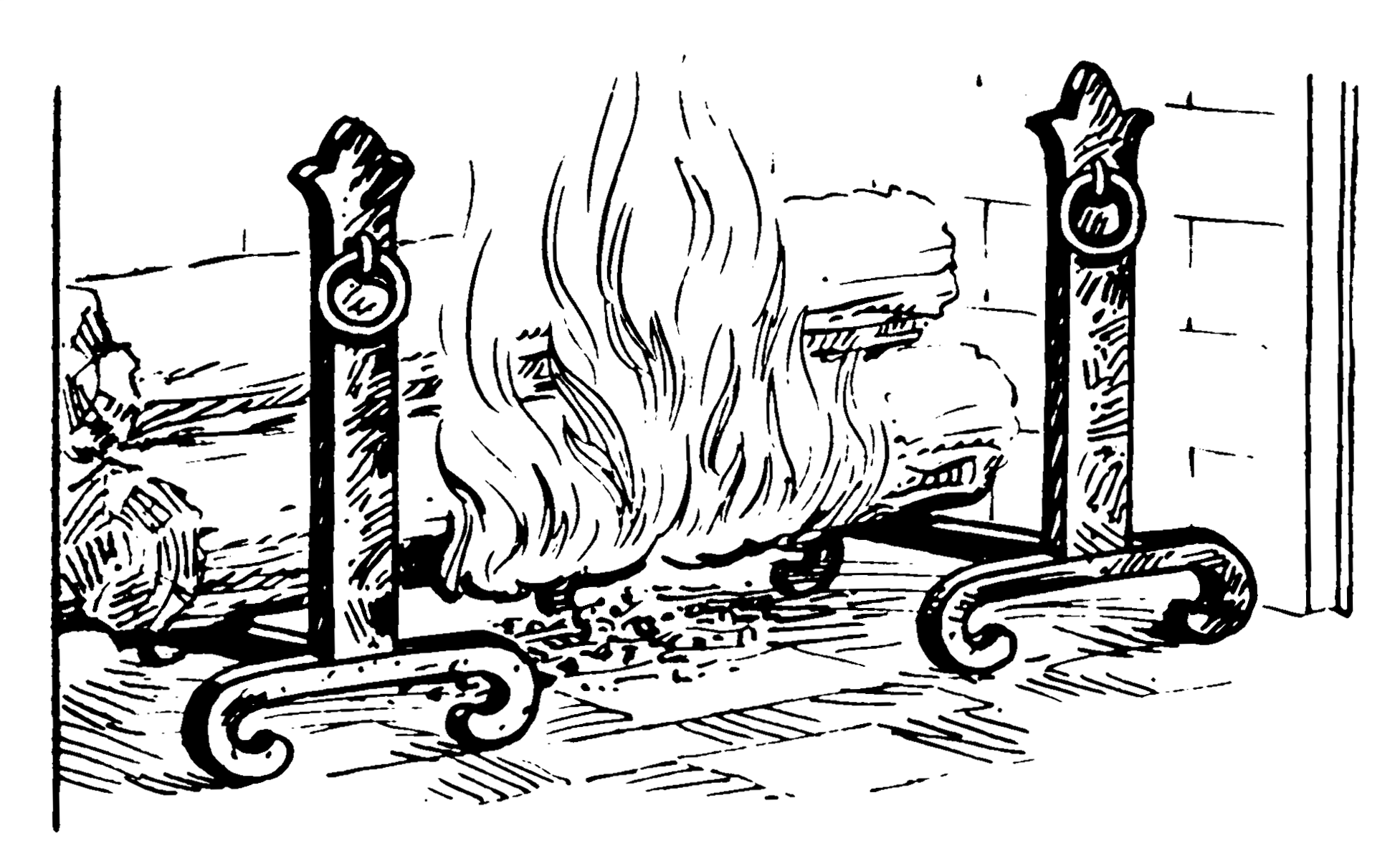
Dessin d'une paire de chenets avec son chevalet et ses deux « têtes de chenet ».

Un chenet ou andiron (synonyme) est un accessoire de foyer. C'est une pièce de bois ou de métal souvent placée par paire dans une cheminée ou un foyer et servant à soutenir les bûches, afin que celles-ci n'étouffent pas le feu. Il est constitué d'un « chevalet » (barres horizontales souvent en fonte) terminé par un élément décoratif ou fonctionnel, la « tête de chenet ».
Un landier est un chenet développé en hauteur. Plus simples que les chenets, les barres de feu en fonte, non décoratives, soutiennent les bûches.
Ces accessoires de foyer sont parfois accompagnés d'une barre garde-cendres (appelée aussi garde-braises ou repousse-braises) et d'un écran de cheminée.

## Histoire

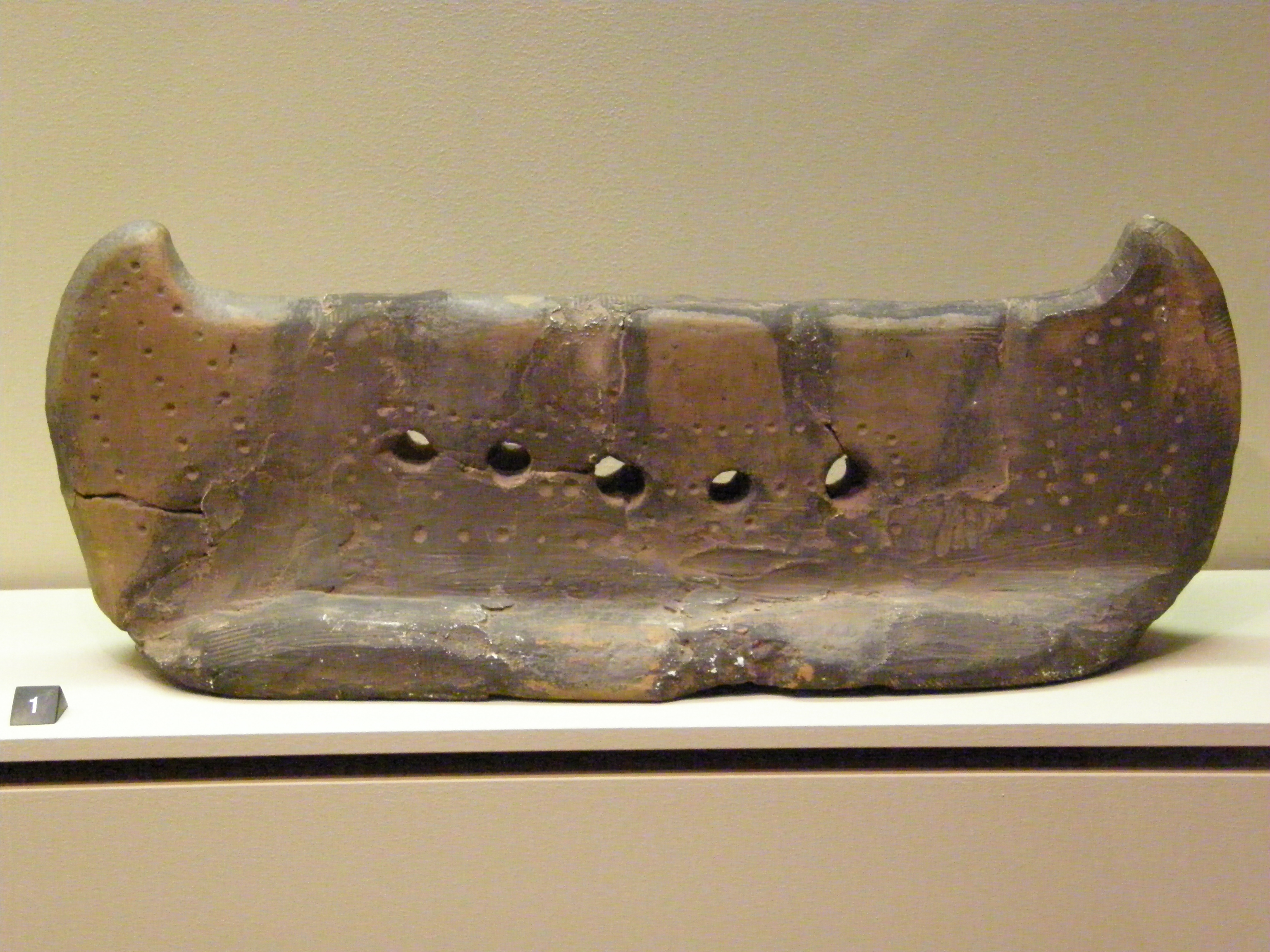
Chenet datant du IIe millénaire av. J.-C. ; cette pièce témoigne d'une attention marquée pour sa forme esthétique. Les points tracés sur sa surface imitent peut-être la forme des flammes.

L'homme s'est très tôt servi de chenets, comme en témoignent les chevrettes (chevalets sans tête) en fer assez grossiers trouvés dans les ruines de Paestum et Pompéi.
Dès la plus haute Antiquité, le chenet a servi à stabiliser le combustible, donc à contrôler le feu. C'est la raison d'être des courbures aux extrémités du chenet sur l'illustration.

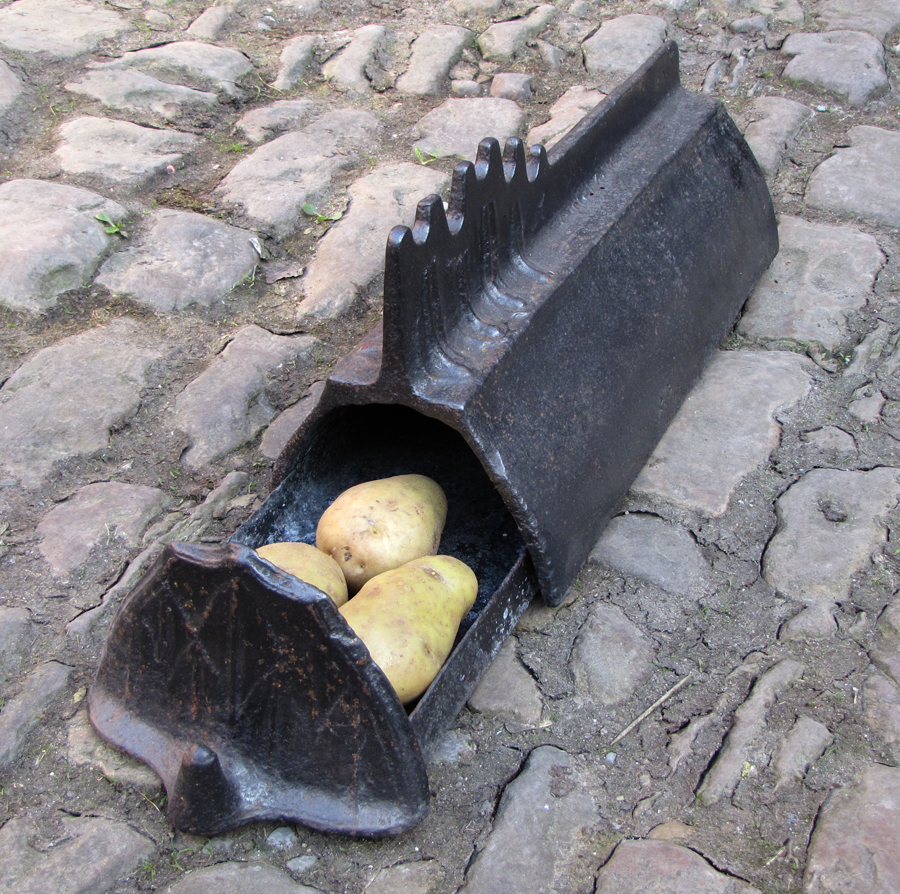
Chenet à tiroir, musée de la Gourmandise, Hermalle-sous-Huy.

En France, pendant le Moyen Âge, le chenet s’appelait queminel ou chemineau puis chiennet, d’où son nom actuel qui rappelle que les « têtes de chenet » étaient décorées de chiens accroupis, symbolisant la protection du foyer. Cette étymologie semble confirmée par les noms anglais et allemand (firedog et feuerhund, littéralement « chien de feu ») de cet ustensile.
L'évolution pratique de ces accessoires de foyer au Moyen Âge sont les landiers, hauts chenets dotés d'une tige de parfois plus d’un mètre de hauteur et généralement en fer forgé. Les landiers de salon ou de chambre sont souvent décoratifs, ceux de cuisine (appelés « landiers rigodets ») plus imposants, sont munis à l'extrémité de leurs tiges de « rouelles » (paniers, corbeilles, bols de diverses dimensions, ajourés ou non, faisant office de réchaud) qui permettent d’y placer un contenant ou des braises, pour le même usage. Les « landiers à crochets » ou « hatiers », conservés jusqu’à nos jours dans quelques vastes cuisines de ferme, avaient des crochets sur lesquels on appuyait des broches ou on suspendait des anses de chaudron. Au XIVe siècle, les landiers étaient ornés de rinceaux, de figures animales, d’hommes d’armes en pied et fréquemment les armoiries et les écussons de leur propriétaire.
D'abord objets domestiques utilitaires, les chenets deviennent décoratifs sous Louis XIII avec, dans les intérieurs luxueux, l'argent qui se substitue au cuivre. Les chenets en fonte ont d'abord été massifs, puis progressivement évidés jusqu'à devenir au XIXe siècle des chenets à tiroir, permettant à la fois de supporter les buches et les broches et de faire cuire les châtaignes et les pommes de terre en les isolant des cendres.
L'évolution domestique privilégiant les petites cheminées a condamné l'usage des landiers au profit des chenets, plus petits, plus maniables. De nos jours, on trouve encore des chenets en portique, des landiers porte-broche, porte-éclat de bois, porte-écuelle, porte-bol ou porte-manche qui font l'objet d'un marché aux enchères ou chez les antiquaires.

## Matériaux
Le bois durci peut servir de support, tout en étant combustible (ce peut être encore le cas aujourd'hui pour un feu en pleine nature, ou en l'absence de chenets non combustibles, en métal). De simples pierres permettent à la fois de soutenir les bûches et de circonscrire le feu. Le chenet métallique présente l'avantage supplémentaire de garder et communiquer la chaleur.

## Galerie

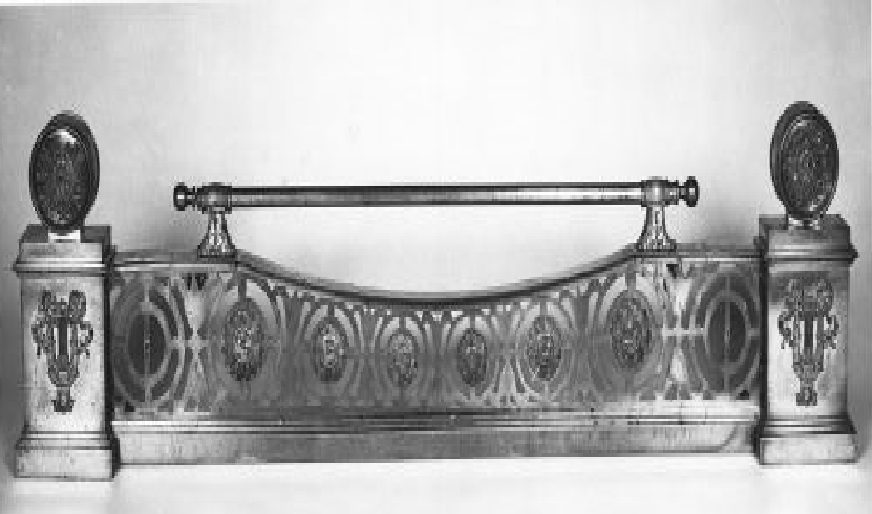
Repousse-braises en bronze doré, daté du premier quart du XIXe siècle.
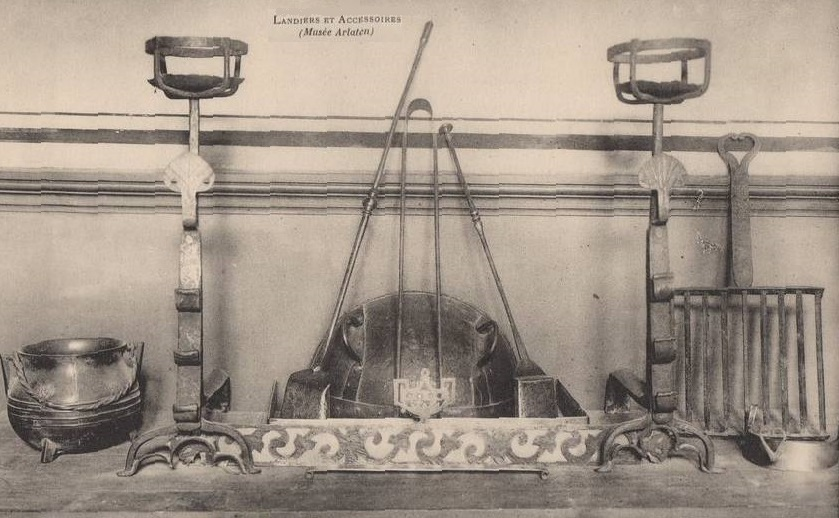
Landiers à rouelles, début XXe siècle (Museon Arlaten).
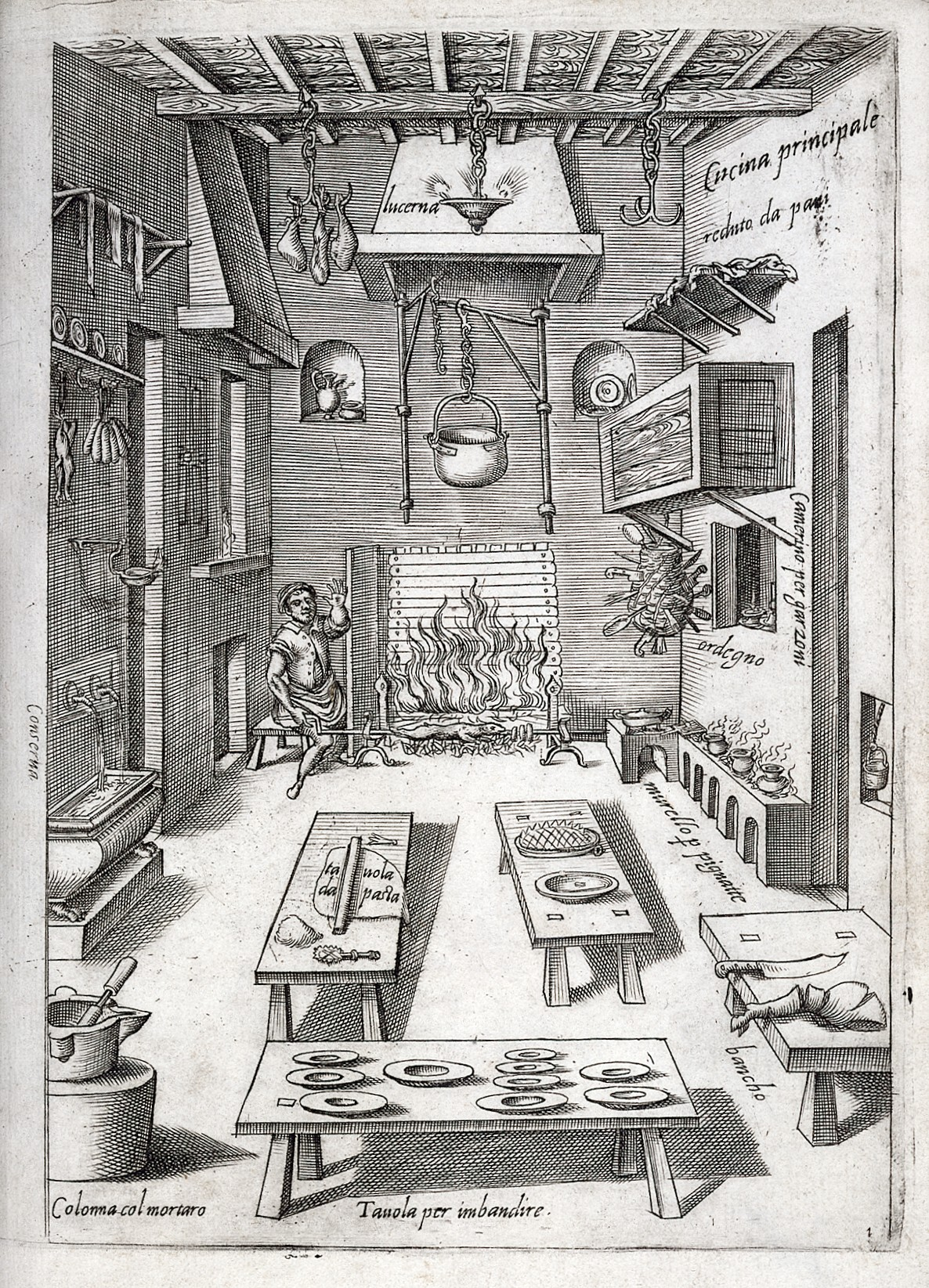
Landiers montés en « hâtiers », livre de cuisine Opera de Scappi, XVIe siècle.